# Westfälische Forschungen

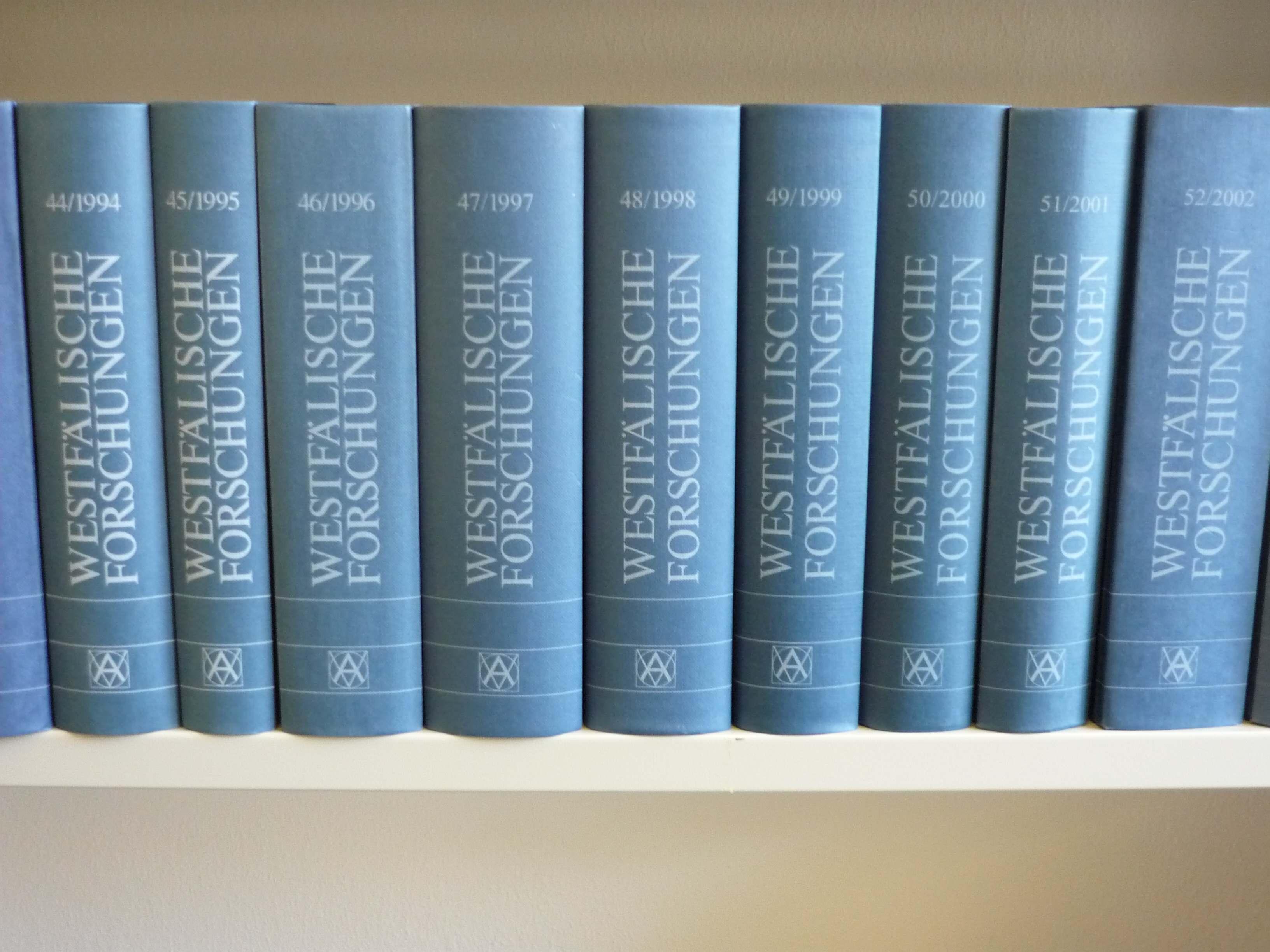
Ausgaben der Westfälischen Forschungen

Westfälische Forschungen ist eine wissenschaftliche Zeitschrift des Landschaftsverbands Westfalen-Lippe (LWL) zur modernen Regionalgeschichte Westfalens. Sie wurde von 1938 bis 1942 vom Provinzialinstitut für westfälische Landes- und Volkskunde (deshalb anfangs mit dem Titelzusatz Mitteilungen des Provinzialinstituts für Westfälische Landes- und Volkskunde), heute LWL-Institut für westfälische Regionalgeschichte herausgegeben, danach wieder ab 1952. Erster Herausgeber war Ernst Rieger, Nachfolger wurden u. a. Franz Petri, Peter Schöller und Alfred Hartlieb von Wallthor. Aktuelle Herausgeber sind Malte Thießen und Thomas Küster (Stand 2024). Die Zeitschrift erscheint jeweils zum Jahresende beim Aschendorff Verlag in Münster.
Seit 1989 hat jede Ausgabe einen thematischen Schwerpunkt, für dessen Konzeption jeweils wechselnde Herausgeber verantwortlich sind und zu dem ca. 10–15 Aufsätze enthalten sind. Diese decken den Zeitraum von der frühen Neuzeit bis zur Zeitgeschichte ab. Weiterhin erscheinen Tagungsberichte, Jahresberichte der wissenschaftlichen Kommissionen LWL, auch über archäologische Funde aus der Ur- und Frühgeschichte, zahlreiche Buchrezensionen, die seit dem Jahresband 68 von 2018 kostenlos auf Recensio.net verfügbar sind, sowie eine Übersicht über in anderen Periodika erschienene Aufsätze mit Bezug zur westfälischen Geschichte.